# Olli Jalonen

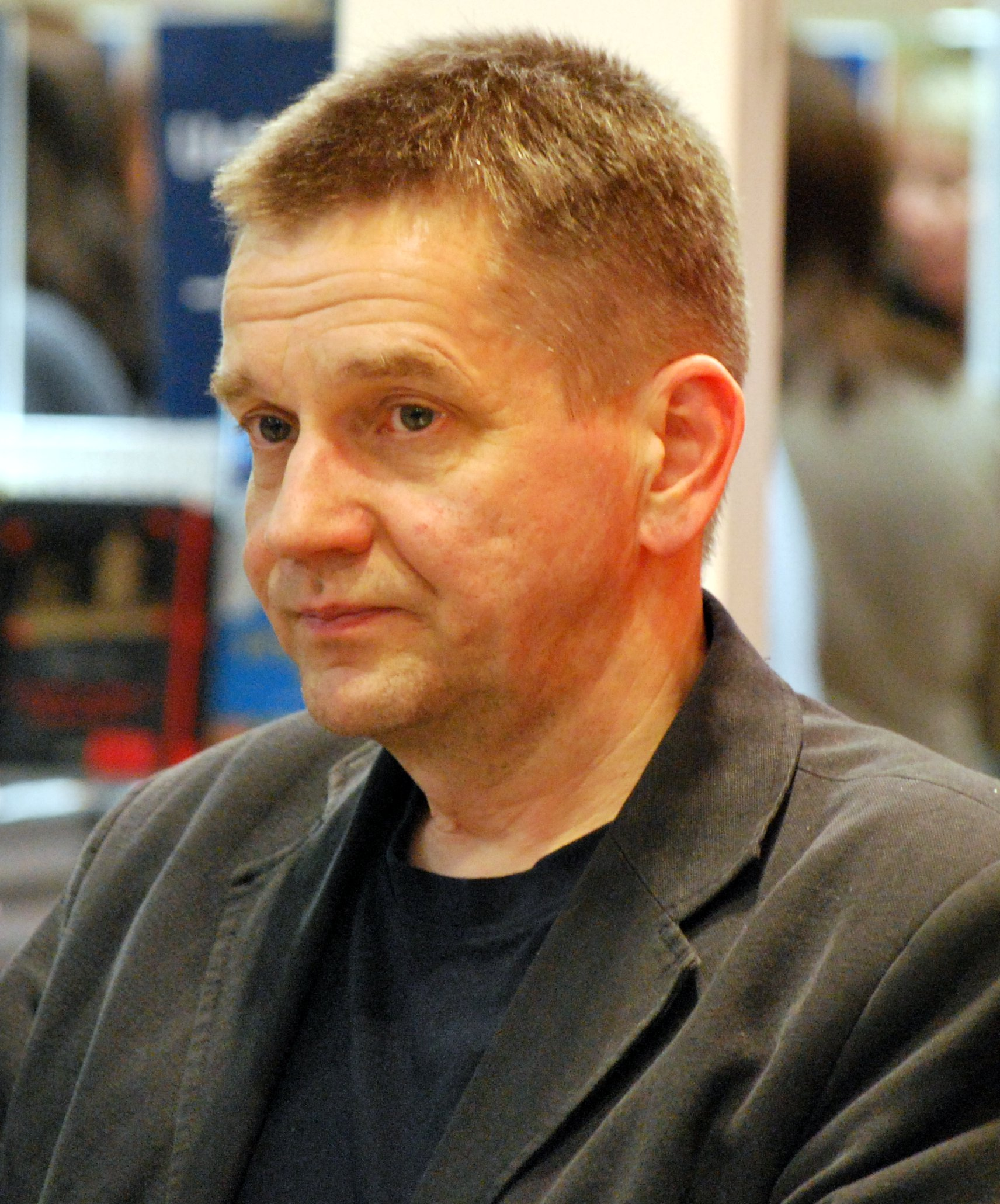
Olli Jalonen

Olli Jouko Johan Jalonen (Helsinki, 21 april 1954) is een Finse schrijver. Hij studeerde sociale wetenschappen en promoveerde tot doctor in de filosofie aan de universiteit van Tampere in 2006. Hij is getrouwd met de schrijfster Riitta Jalonen.
Jalonens eerste werk, de verhalenbundel Unien tausta (De achtergrond van dromen), verscheen in 1978 als gevolg van zijn deelname aan een door uitgeverij Otava georganiseerde verhalenwedstrijd. 
Olli Jalonen heeft talloze prijzen in ontvangst mogen nemen waaronder de  Finlandiaprijs in 1990 voor zijn roman Isäksi ja tyttäreksi (Vader en Dochter). Deze roman is het tweede deel van een trilogie die daarnaast nog bestaat uit Johan ja Johan (Johan en Johan) en Elämä (Leven). Deze romans voegde hij later samen tot één roman Ykstyiset tähtitaivaat (Persoonlijke sterrenhemels). Jalonens boeken zijn vertaald in het Duits, Estisch, Noors, Zweeds.

### Proza
- Unien tausta, Otava 1978
- Sulkaturkki, Otava 1979
- Ilo ja häpeä, Otava 1981
- Hotelli eläville, Otava 1983
- Tuhkasaari, Otava 1987
- Johan ja Johan, Otava 1989
- Isäksi ja tyttäreksi, Otava 1990
- Elämä, ja elämä, Otava 1992
- Kenen kuvasta kerrot, Otava 1996
- Yksityiset tähtitaivaat, Otava 1999
- Yhdeksän pyramidia eli kertomus yhdeksästä elementistä viidessä tai kuudessa ilmansuunnassa, Otava 2000
- Värjättyä rakkautta, Otava 2003
- 14 solmua Greenwichiin, Otava 2008
- Poikakirja, Otava 2010
- Karatolla, Otava 2012
- Miehiä ja ihmisiä, Otava 2014
- Taivaanpallo, Otava 2018 (De hemelproef 2021, vertaling Sophie Kuiper)
- Merenpeitto, Otava 2019

### Overige werken
- Matkailijan Irlanti (met Riitta Jalonen), Otava 1980
- Kansa kulttuurien virroissa, Otava 1985
- Kymmenen vuosituhatta: Kertomuksia suomalaisten historiasta (met Eero Ojanen), Atena 1999
- Hitaasti kudotut nopeat hetket. Kirjoittamisen assosiaatiosta 1900-luvun suomalaisessa proosassa. Otava, 2006.

### Toneelstukken, hoorspelen en verfilmingen
- Ihmisen huone, 1985. Ahaa-teatteri. Regisseur Arto Minkkinen
- Punainen huone, een film gebaseerd op Hotelli eläville. Regisseur Vesa Kantola, 1991
- Johan ja Johan ja Joukojohan, 1993. Tampereen Työväen Teatteri ja Radioteatteri. Regisseur Jussi Helminen
- Porkkalansaari, 1994. Radioteatteri. Regisseur Olli Jalonen
- Sata vuosisataa, 1997. Eero Ojanen ja Olli Jalonen. Regisseur Heikki Kujanpää ja Heikki Määttänen
- Santelipuumetsä, 1998. Radioteatteri. Regisseur Jari Hietanen
- Lentokaloja taivaalla, 1999. Radioteatteri. Regisseur Olli Jalonen
- Krakovasta Reykjavikiin, 2000. Radioteatteri. Regisseur Juha Kandolin
- Yksityiset tähtitaivaat, 2001. Hämeenlinnan kaupunginteatteri. Regisseur Hannu Matti Tyhtilä
- Koon valtakunta: Elonkorjuu, Loankorjuu ja Marraskesät, 2003. Radioteatteri. Regisseur Olli Jalonen
- Vaihdelaatikko, 2004. Radioteatteri. Regisseur Juha Kandolin
- Rakas opas, 2004. Radioteatteri. Regisseur Ari Kallio
- Kuunpeilaajat, 2010. Radioteatteri. Regisseur Ari Kallio
- Miehiä ja ihmisiä, 2016. Hämeenlinnan kaupunginteatteri. Regisseur Hannu Matti Tyhtilä
- Unohtamo, 2018. Radioteatteri. Regisseur Olli Jalonen

## Prijzen
- J. H. Erkko-prijs 1979
- Kritiikin kannukset 1984
- Kalevi Jäntti-prijs 1984
- Finse staatsprijs voor literatuur 1984 en 1990
- Eino Leino-prijs 1990
- Finlandiaprijs 1991 en 2018
- Prijs van het Finse Cultuurfonds 2005

- Bibliothèque nationale de France: cb12031593h (data)
- Gemeinsame Normdatei: 131429795
- International Standard Name Identifier: 0000 0001 1570 2310
- Library of Congress Control Number: n79074895
- Nationale Bibliotheek van Letland: 000214349
- Nederlandse Thesaurus van Auteursnamen: 072407824
- LIBRIS: 243323
- Système universitaire de documentation: 028490436
- Trove: 1157637
- Virtual International Authority File: 51705234
- WorldCat: E39PBJkT6RrrBj3yPdy3qkYQMP